# Дом Ильиной
Дом Ильиной — памятник градостроительства и архитектуры в историческом центре Нижнего Новгорода. Построен в 1847 году. Автор проекта — архитектор Афанасий Турмышев. 
Здание является одним из немногих сохранившихся жилых зданий позднего классицизма середины XIX века, распространённого в Нижнем Новгороде в тот период типа зданий-полудомков с каменным нижним и деревянным верхним этажами.

## История
В начале XIX века участок под будущим домом не был застроен. История его застройки началась в 1811 году. Бывший пустопорожнем участок в северо-восточной части квартала был отдан под строительство жилого деревянного дома сыну учителя рисования Главного народного училища Якова Дмитриевича Никлауса — губернскому секретарю Сергею Яковлевичу Никлаусу.
В 1812 году деревянный в три окна по парадному фасаду дом был выстроен. Он стоял в южной части участка, на линии застройки улицы Жуковской (Минина). После смерти С. Я. Никлауса, участок и дом перешли по наследству его брату Семёну Яковлевичу Никлаусу. В 1841—1843 годах семья Никлаусов построила на участке на другом месте новый дом с каменным первым и деревянным вторым этажом. Проект дома разработал в 1841 году первый городовой архитектор Г. И. Кизеветтер.
В декабре 1843 года С. Я. Никлаус продал часть усадьбы со старым домом коллежской советнице Прасковье Яковлевне Ильиной. В начале 1847 года губернский архитектор А. Е. Турмышев составил проект нового дома для Ильиной. Проект был одобрен Нижегородской губернской строительной комиссией 1 апреля 1847 года, а 17 апреля высочайше утверждён в Санкт-Петербурге. Дом был построен в течение строительного сезона, летом — осенью 1847 года. Судя по чертежам А. Е. Турмышева и современным планам и фасадам, проект был реализован до мельчайших подробностей. 
Ильина прожила в новом доме до начала февраля 1860 года. 5 февраля продала его поручице Анне Николаевне Дмитриевой. В 1867 году (или 1868 году) дом перешёл в собственность коллежской секретарши (позже — титулярной советницы) Веры Ипполитовны Архангельской, которая владела им до начала XX века. 
В 1918 году здание было экспроприировано и приспособлено под коммунальное жильё. В 1970—1980-е годы подверглось ремонту, в ходе которого было незначительно перепланировано, появились дополнительные санузлы и ванные. В современные период было расселено и использовалось собственником, как стенд для рекламных объявлений.       

## Архитектура
Здание прямоугольное в плане, главным фасадом обращено на улицу Минина. В правой части расположен пониженный объём с входами на первый и второй этажи. Со двора пристроен объём с «чёрной» лестницей, связывающей все три этажа здания. 
Первый этаж каменный. Второй и третий (антресольный) — рубленые и обшиты деревом. Стена нижнего этажа по главному фасаду покрыта крупным плоским рустом. Небольшие проёмы нижнего ряда окон и дверной проёмы обведены профилированными рамками-наличниками мысикового типа. Нижний этаж отделён от верхних горизонтальным штукатурным профилированным поясом. Стена верхних ярусов гладкая, обшита горизонтальными рядами досок, завершена дощатым антаблементом. 
В средней части помещены пять высоких окон с шестистекольным переплётом. Окна обрамлены простыми наличниками с «ушками», увенчанные сандриками. Три средних окна объединены на уровне подоконников горизонтальным карнизом и поясом спаренных нишек. 
Верхняя часть стены парадного фасада трактована как венчающий антаблемент. Фризовая часть отделена отделена узким пояском—архитавром. Каноническое для классицизма чередование триглифов и метоп заменено чередованием простенков и неглубоких нишек, размещённых на осях оконных проёмов второго этажа. Мощный карниз украшают крупные дентикулы. Схожий карниз украшает верхнюю часть треугольного фронтона. В центре заглублённого фронтона устроено чердачное окно-продух с четырёхчстекольным переплётом с лучковым завершением.                                     